# Гаврино (Клепиковский район)
Гаврино — деревня в России, расположена в Клепиковском районе Рязанской области. Входит в состав Колесниковского сельского поселения.

## География
Деревня Гаврино расположена примерно в 40 км к востоку от центра города Спас-Клепики на восточном берегу озера Гавринское. Ближайшие населённые пункты — деревня Вельково к северу, село Воскресенье к западу и деревня Часлово к югу.

## История
Деревня Гаврино впервые упоминается в XVIII веке.
В 1905 году деревня являлась административным центром Колесниковской волости Касимовского уезда и имела 76 дворов при численности населения 554 чел.

## Население
| 1859 | 1906 | 2010 |
| ---- | ---- | ---- |
| 359  | ↗554 | ↘15  |

## Транспорт и связь
Сообщение с деревней осуществляется по лесным дорогам — от административного центра Колесниково, со стороны деревни Часлово и от деревни Мамасево.
Деревню Гаврино обслуживает сельское отделение почтовой связи Колесниково (индекс 391013).

## Достопримечательности
Озеро Гавринское является памятником природы регионального значения.

## Известные уроженцы
Голованов, Григорий Васильевич (1901—1979) —  советский военачальник, генерал-майор.